# Allocosa adolphifriederici
Allocosa adolphifriederici là một loài nhện trong họ wolfspinnen (Lycosidae).
Loài này thuộc chi Allocosa. Allocosa adolphifriederici được Embrik Strand miêu tả năm 1913.